# Orlí úder
Orlí úder (angl. orig. Eagle Strike) je špionážní román Anthonyho Horowitze.

## Děj
Alex je na prázdninách u Sabiny Pleasurové. Její otec Edward Pleasure je napaden a převezen do nemocnice. Alex ví, že útok spáchal Jassen Gregorovič. Vloupe se na jeho loď a tam najde tajemné telefonní číslo. Bohužel ho Jassenovi muži chytí. Jassen Gregorovič chce ale Alexovi dát šanci a proto ho pošle do ringu, kde bojuje s býky. Alexovi se povede utéct a dostává se do Londýna, kde Sabině řekne, co je zač. Ta mu však nevěří, že je tajným agentem a rozejde se s ním. Alexovi se povede dostat do Paláce zábavy, kde si vyzkouší novou hru,která je založena na nejnovějších technologiích. Tuto hru vydává multimilionář Cray. Posléze Alex odjíždí do Francie, aby se setkal s Markem Antoniem, spolupracovníkem Edwarda, který ví více o útoku na Edwarda
Ten je po podání informací Alexovu svědčících proti Crayovi brutálně zabit. Alex se proplíží do Crayovy firmy v Amsterdamu, kde je zajat a Cray se hodlá Alexe zabít. Pošle Alex do simulátoru hry, kterou hrál v Paláci zábavy. Alexovi se ovšem povede zase přelstít Cray tím, že předstírá smrt v katakombách. Využije příležitosti své nepravé smrti a vloupe se do Crayovi soukromé kanceláře, kde ukradne USB flash-disk. Cray zuří a nechává unést Sabinu. Alexovi je líto Sabiny, a proto se vzdá do jeho Crayova zajetí a vrátí mu USB disk. Jenomže Alex je dost mazaná a zase mu ve zničení světa zabrání. Jassen Gregorovič je těžce raněn a posléze umírá. Než umře, řekne Alexovi, ať najde organizaci Škorpion, tam najde pravdu o svém otci.